# Мельниця-Дужа
Мельниця-Дужа (пол. Mielnica Duża) — село в Польщі, у гміні Скульськ Конінського повіту Великопольського воєводства.
Населення — 376 осіб (2011).
У 1975-1998 роках село належало до Конінського воєводства.

## Демографія
Демографічна структура станом на 31 березня 2011 року:
|          | Загалом | Допрацездатний вік | Працездатний вік | Постпрацездатний вік |
| -------- | ------- | ------------------ | ---------------- | -------------------- |
| Чоловіки | 193     | 51                 | 122              | 20                   |
| Жінки    | 183     | 41                 | 102              | 40                   |
| Разом    | 376     | 92                 | 224              | 60                   |